# Bol u prsima
Bol u prsima (lat. pectoralgia) simptom je različitih bolesti i poremećaja koje zahvaćaju organe i/ili dijelove prsne šupljine.
Bol u prsima vrlo je čest simptom, te je često uzrok posjete liječniku ili dolaska u hitnu službu. Preko 400 bolesti i stanja mogu uzrokovati bol u prsima, od kojih neka neposredno ugrožavaju život (npr. srčani udar) dok su druga neopasna stanja (npr. koštanomišićna bol).
Poseban oblik bolova u prsima uzrokovanih ishemijom srca (nedostatnom opskrbom kisika srčanog mišića) naziva se angina pektoris (ili stenokardija).
Boli u prsnom košu su: 
- srčana bol
- perikardijalna bol
- aortalna bol
- bol jednjaka
- pleuralna bol te
- bol u dušniku.[1]

Bol u prsima može nastati kao posljedica:
- bolesti kardiovaskularnog sustava (npr. akutni koronarni sindrom, disekcija aorte, perikardni izljev)
- bolesti dišnog sustava (npr. upala pluća, pneumotoraks)
- bolesti probavnog sustava (npr. GERB)
- bolesti stijenke prsnog koša (npr. bolesti dojke, fibromialgija, radikulopatija)
- psihijatrijske bolesti (npr. akutna reakcija na stres, anksioznost)

## Vanjske poveznice
- Medicinski fakultet u Osijeku  Arhivirana inačica izvorne stranice od 16. kolovoza 2017. (Wayback Machine) Modul – Urgentna medicina / Nastavne cjeline / Akutna bol u prsima - diferencijalna dijagnostika i postupak

|  | Molimo pročitajte upozorenje o korištenju medicinskih informacija. Ne provodite liječenje bez savjetovanja s liječnikom! |